# 貴族
貴族（きぞく、英語: aristocrat）は、特権を備えた名誉や称号を持ち、それゆえに他の社会階級の人々と明確に区別された社会階層に属する集団。

## 概要
貴族の社会的特権は強大であるも、特権の内容は国や地域により異なり、同じ国・地域であっても時代によって変遷する。また貴族階級は伝統的な概念ではあるものの、時に新たな人員を迎え入れ、常に人員は更新され続けている。
律令制下（大宝元年（701年） - 明治元年（1868年））の日本における貴族とは、従五位下以上の位階を持つ者を指し、従五位下に叙位されることを特に叙爵という。
貴族階級は多くの場合は君主制の下に維持され、称号の付与や特権の保証なども君主によって行われる。一般的に、貴族などという特権階級を認めてしまうということは反民主主義とされている。フランスでは、貴族階級をものともしないヴォルテールの姿勢がフランス的民主主義の基礎となり、フランス革命でそうした考え方は公認のもの、正統なものとなり、ここに民主主義が実現したとされている。しかし共和制など君主の存在を持たない制度においても貴族制度が存在した場合がある。
西洋では特にブルー・ブラッド（blue blood：青い血）という言葉が貴族の血筋を意味する慣用句として用いられることがある。ただし、これはあくまでもスペイン語由来のもの (sangre azul) であるため限定的ではある。日本の場合、貴族の起源について穀物の貯蔵が貴族制度の遠因となったと考える論者もいる。

## 歴史

### ヨーロッパ
ヨーロッパ大陸においては古代ギリシャ・古代ローマ時代からパトリキなどの貴族制が存在し、後世の貴族制度の祖型となっている。同時に両時代においては共和制が一般的な政治制度として浸透しており、帝政ローマ時代も建前上は共和国として機能していた。ローマ時代には議会である元老院において、貴族の支持を集める閥族派と、平民の支持を集める民衆派の対立が政治に大きな影響を及ぼした。

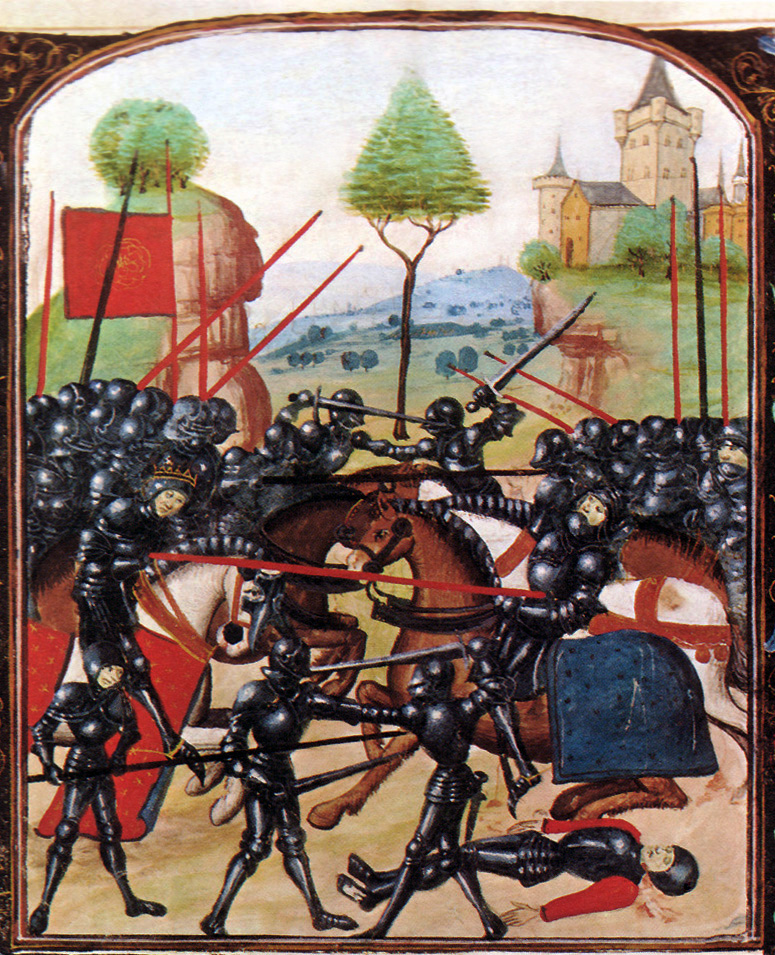
薔薇戦争、バーネットの戦い

一部では現代まで続いているヨーロッパでの貴族制度は古代の影響を受けつつも、中世に形成された部分が大きい。特に封建制と専制君主の普及はヨーロッパ貴族の性質に大きな影響を及ぼした。公爵・伯爵といった中世時代に一般化した新たな貴族称号は、当初は君主から特定地域の支配権を付与される代わりに、防衛や戦力提供の義務を負う軍務制度として設置されたものだった。制度の背景には古代ローマ時代におけるドゥクス・コメスなどの地方司令官職や恩貸地制、及び古代ゲルマニアにおける従士制度などがあった。よって当初は一代限りの任期制である場合も多かったが、集権的政府の不在によって次第に世襲化された。また、こうした戦士貴族であると同時に、家族ないし一族の者が高位の聖職を握り、聖界貴族をなした。
地域別に見ればイベリア半島のカスティーリャ及び東欧のポーランド・リトアニアにおいて貴族の割合が多く、他の地域が多くて2%程度であるのに対して約10%が貴族階級で占められていた。またハンガリーでも5%程度が貴族階級であり、ヨーロッパ・キリスト教圏とは異なる異文化圏と接していた地域に顕著な現象といえる。理由としては異文化圏との戦いで軍事階級に対する需要が多く、また報酬として用意できる領地も獲得できた為であると考えられている。
当初は地方の領主階級であった貴族も絶対主義王政の時代には官僚化し、ブルジョワ化を遂げ、官吏や軍人の供給源となった。
中世後期から近世に軍事革命が起きると軍としての貴族制度は時代遅れとなった。イタリア・ルネッサンスを迎えて商工業が成長すると経済面でも貴族の衰退は続き、次第に社会的影響力を失っていった。近代に産業革命が発生すると商工業の発展は更に続き、入れ替わるように都市部の商人階級が資本家として社会経済の中枢を成す立場にまでなり、貴族階級は財力のある家と婚姻を結ぶ事で家柄を維持しようとした。
ただし、近代以降、貴族の地位や階級は次第に栄誉称号化していった。一方で近代時点では未だ貴族の特権はその強大さを残し、影響力を社会に与え続けていた。一例を挙げれば議会制へと移行していたイギリスでは民衆から選出される庶民院とは別に、貴族のみで構成される貴族院が存在していた。だが、それもやがて現代に近付くにつれて段階的に影響力を失い、先のイギリスの貴族院も貴族院改革法によって大幅に弱体化している。またフランス革命・ロシア革命といった貴族制度を否定する大動乱や、二度の世界大戦とその戦後処理も欧州での貴族制度の衰退を後押しした。オーストリアでは、第一次世界大戦後に制定された貴族廃止法によって爵位のみならず「フォン」の名乗りすら禁止されている。現代では貴族制度を維持しているヨーロッパ諸国は（君主制国家の減少もあって）数を減らし、仮に維持されていても形骸化している場合も多い。
用語
- ウーアアデル（英語版）（古貴族）- 家柄が14世紀以前まで遡れる家系
- Briefadel（英語版）（証書貴族） - 叙爵書（ドイツ語版）によって貴族となった家系
- von und zu - ドイツ系貴族の名称に見られる von と zu のことである。von は英語の of に該当し「出身地の誰々」となる。zu は英語の at に該当し城などの不動産を代々所有する家系で「城などに住む誰々」であることを示している。

### イスラム世界
中東のイスラム社会では貴人とか高貴な血筋という意味では預言者ムハンマドの子孫はサイイドと呼ばれ尊敬されている。イランの指導者であるホメイニ師、前イラン大統領モハンマド・ハータミー、イラク・カーズィマインの名門ムハンマド・バキール・サドルやその遠縁にあたるムクタダー・サドル、ヨルダンのハーシム家、モロッコのアラウィー朝なども預言者ムハマンドの子孫にあたる。他にもイスラム教における聖人と呼ばれる人物の子孫も存在しており、実質的な貴族となっている家系も多い。
アラビア半島では、ワッハーブ王国からサウジアラビアまで歴史的に王家であるサウード家や、国教であるワッハーブ派の始祖であるワッハーブ家、有力豪族スデイリー家の部族長などが事実上の貴族と見なされている。サウード家は一夫多妻制により鼠算式に増えているため、王族二万人とも言われる大所帯になっている。
ワッハーブ家は建前の上では国章にも書かれている双剣の片方であり、地位としてはサウード家よりも上であるが、実態としての権力に乏しく、江戸時代の日本における天皇のように形式上の地位ばかり高くて実権の乏しい立場に置かれている。元々のサウード家はワッハーブ派の守護者であり、日本における征夷大将軍のような立場であったが、現在では聖モスクの守護者を名乗っており、より広義の意味でのイスラムの守護者を自認している。
都市部は王族から任命される知事（アミール）が支配者となっているが、地方は今でも部族社会であり、部族長が実質的な地方領主となっている。サウジアラビアの法律では部族長は自分の部族の構成員に対して適用される部族習慣法（アーダ）を制定する権限を認められているなど強い自治権を持っている。

### アジア

#### 中国
中国史における貴族は魏晋南北朝時代から唐末期（220年 - 907年）にまで存在した血統を基幹として政治的権力を占有した存在を指す。貴族という語は日本の中国史学界において前述の存在を指す言葉であり、中国の中国史学界では士族の語が使われる。しかし貴族・士族、これらの両者の定義・概念は全く別のものであり、日本・中国双方の隔たりは大きい。

#### 日本
日本における貴族の歴史を概観すると、4世紀頃に始まるヤマト王権期の大王（おおきみ）・豪族層に由来する皇族（皇親）と古代貴族がまず形成された。その後、平安時代前期（9世紀初め）には、古代貴族に代わって、古代貴族を母体とする藤原氏や橘氏、天皇の末裔を祖とする源氏・平氏が上級貴族層を占めていった（4氏をまとめて「源平藤橘」と呼ぶ）とされるが、実際には自分の先祖の伝承を失った古代貴族がこれら新興の上流貴族の系譜を仮冒した例も見られる。中世前期（12世紀後半から13世紀）、平安時代末期から鎌倉時代の初めにかけて、地方に経済的・軍事的基盤を持つ下級貴族や地方豪族を母体とする武家が現れ、京都の朝廷で天皇に仕える従来の貴族からは公家が形成された。中世後期以降、天皇・皇族と公家は経済的・政治的実権を喪失したが、伝統的・文化的・宗教的権威を保ち、ときに政治・軍事にも隠然たる影響力を及ぼした。明治維新期（19世紀後半）には、大日本帝国憲法によって公家、上級武家である大名、軍事・政治・産業などで勲功を挙げた者に爵位を与えて華族とし、西欧の貴族制度を参照して新たな貴族を制度化した。20世紀半ば、第二次世界大戦後に社会制度は大きな変革を受け、新たに制定された日本国憲法は「華族その他の貴族の制度」を否認した（第14条第2項）。これにより華族制度は廃止され、皇族を除く貴族は日本から消滅した。

##### 古代
日本における貴族の登場は7世紀後半から8世紀初頭の律令制成立期に求められる。このとき貴族の母体となったのは、古来より大王に使えた伴造や地方の国造、県主といった豪族階層であった。7世紀以前の倭国（日本）では氏（うじ）と呼ばれる同族集団が形成されていたが、その氏集団を統率する族長たちが豪族階層を構成していた。当時の地方豪族は大和王権に従いつつも一定の自治を認められていたが、7世紀後半の天智・天武期以降、天皇（大王）への権力集中化が急速に進み、中央豪族らは官人として、地方の国造や県主は郡司・郡領へと再編成されていった。
大宝元年（701年）に制定された大宝律令のもとで、旧来の豪族は位階に応じて序列化された。三位以上を「貴」、四・五位を「通貴」という。「貴」は貴人を意味し、「通貴」は貴人に通じる階層を意味した。これら「貴」、「通貴」、及びその一族を貴族と呼んでいる。「貴」と「通貴」では与えられた特権に差があったため、「貴」は上流貴族、「通貴」は中流・下流貴族に位置づけられている。貴族は経済的特権として国家から多大な収入が与えられていた。五位以上には位田、四・五位には位禄、三位以上には位封、さらに、太政大臣・左右大臣・大納言に任官すると職田・職封が給与された。このほか、位分資人・職分資人なども与えられた。これらの収入は三位以上と四・五位の間に大きな格差が設定されており、さらに大きな格差が五位以上と六位以下の間に設けられていた。また、身分特権として、位階に応じて子孫が位階を得る蔭位制度があった。蔭位により、貴族は子孫へ各種特権を世襲することが容易となっていた。
日本の律令制の特徴は貴族の合議機関である太政官が政治決定の枢要とされた点にある。唐律令では天子直属の中書省と貴族代表の門下省とが政治決定の場において拮抗していたが、日本律令では天皇直属の中務省は太政官の下に置かれていた。
太政官において国政審議に参与する貴族らを議政官（公卿）というが、律令制が開始した8世紀の代表的な議政官氏族を挙げると、安倍氏、大伴氏、藤原氏、多治比氏、紀氏、巨勢氏、石川氏らであった。慣例的に各氏から議政官となるのは1人だけとされており、議政官は氏族代表者会議としての性格を有していた。ところが、8世紀30年代ごろから藤原氏議政官が複数現れるようになると、藤原氏議政官が増加の一途をたどるのに対し、他氏族の議政官は次第に減少していった。
貴族社会全体でも藤原氏の増加と他氏族の没落が見られた。こうした傾向に拍車がかかったのは8世紀末-9世紀初頭の時期とされている。歴史学者の義江明子は、氏が持っていた在地性・両属性がこの時期に失われ、氏の再編が起こったとする。宇根俊範は、桓武天皇は従来と異なる方針で諸氏族の改賜姓を行い、このため、貴族社会における各氏族の序列が大きく変化し、源平藤橘を頂点とする新たな貴族社会秩序が生じたとする。
平安時代初期の議政官をみると、藤原氏のほか、源氏、橘氏、清原氏、菅原氏などのように、奈良時代にはみられなかった氏族が急速に台頭していた。880年ごろには議政官氏族の多様性が失われ、藤原氏・源氏が議政官のほとんどを占めるようになった。藤原氏は、摂政・関白の地位を獲得し、それを世襲することに成功した。以降、10世紀から11世紀にかけて、藤原氏嫡流（摂関家）は、天皇の外戚、すなわち、身内として代々摂関となって貴族社会の頂点に位置し、10世紀から11世紀にかけて摂関政治と呼ばれる政治形態を布いた。ただし、通俗的な理解とは異なり、摂関家は専横的に権力を振るったわけではない。摂関といえど独裁的な国政決定を行なうことはできず、重要な国政決定はすべて陣定などの公卿会議を通じて行なわれていたのである。
9世紀後半から10世紀にかけての時期に上流貴族が藤原氏・源氏にほぼ限定されると、他氏族は中下流貴族として存続する道を模索し始めた。10世紀初頭、王朝国家体制への移行に伴い、律令機構や権能を特定者へ請け負わせる官司請負が行なわれ始めたが、機構・権能の請負いに成功した中下流貴族は、その機構・権能を家業と位置づけ、それを世襲する家業の継承を行なうようになった。例えば、武芸・軍事を家業とする下級貴族（地下人）は「兵（つわもの）の家」と呼ばれ、押領・追捕・追討活動に従事する軍事貴族（武家貴族）となり、武家（武士）の母体となっている。この官司請負と家業の継承は、11世紀以降、貴族社会に広くみられるようになり、そのため下級貴族は家業の継承や受領職の獲得などにより生き残りを図ったのである。家業の継承を通じて、家産（家の財産）の蓄積が進み、貴族社会に「家」概念が登場することになった。
摂関政治、官司請負、家業の継承が始まった10世紀前半は、その後の貴族社会において最重要事項とされた朝廷儀式・宗教儀式の標準作法が形成された時期でもある。非常に多数の年中行事からなる儀式は細部まで作法・様式が決められており、儀式を滞りなく執り行うため、『西宮記』、『北山抄』などの儀式書も作られた。

##### 中世
貴族社会に登場した「家」概念は11世紀後半に天皇にまで及び、天皇家の家督者が上皇として政務に当たる院政の開始をもたらした。上流貴族の間にも「家」概念が浸透していき、荘園所領が家産として集積されるとともに父系継承された。それまで、貴族社会では財産の母系継承が通例だったが、12世紀ごろから父系継承が慣例化していく。
11世紀ごろまで、貴族の主たる経済基盤は、奈良時代と同様、国家から支給される位田・位封などであり、荘園からの収入は多くなかった。11世紀後半から12世紀にかけて荘園が急速に増加するとともに、それに対応して国衙領が再編成され、荘園公領制という中世的収取体制が成立、また、並行して知行国制が成立すると、貴族の経済基盤は荘園および知行国へとシフトしていった。

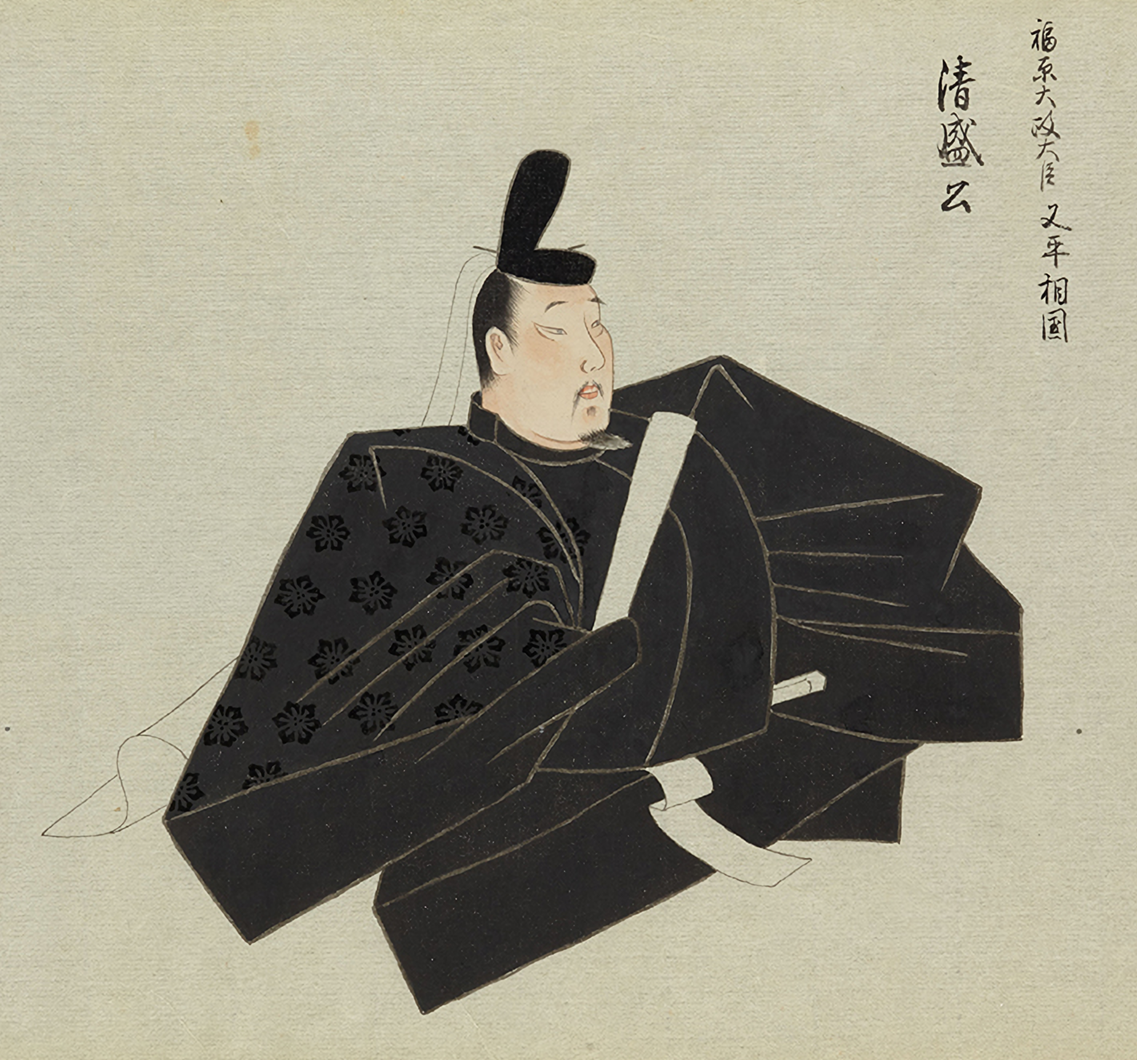
平清盛（1118年～1181年）

院政の開始により貴族社会における家の登場に至ったが、家内部の主導権争いも徐々に現出し始めていった。この家内部の争いが最も先鋭化したのが12世紀中葉の保元の乱である。貴族社会の政争が武力解決されたことは乱で活躍した平清盛一族の急速な台頭をもたらした。平清盛は中流貴族の軍事貴族に過ぎなかったが、続く平治の乱を経て、上流貴族の仲間入りを果たした。しかし、平清盛一族は治承・寿永の乱で滅亡し、軍事貴族に出自する源頼朝政権が勝利したが、源頼朝は上流貴族とはならず、東国政権（鎌倉幕府）の支配者（鎌倉殿）となることを選択した。
武力をもって朝廷に仕える鎌倉幕府が武家と呼ばれるようになると、従来の貴族は、政務一般で朝廷に奉仕する文官、すなわち公家と呼ばれるようになった。東国を支配する幕府を武家政権とするのに対し、中央の朝廷を公家政権ともいう。12世紀から13世紀にかけて公家社会の中で家格の固定化が進み、家格によって昇進できる官職が定まっていた。
鎌倉幕府の勢力圏は当初東国に限られ、朝廷の勢力圏である西国まで及んでいなかったが、承久3年（1221年）の承久の乱の勝利によって幕府が優勢となり、朝廷の監視や皇位継承者の決定への参与、西国への進出により支配権を広めていく。朝廷（公家政権）はその後も存続しており、時には幕府（武家政権）と共同で政治問題の解決にあたったが、徐々に政治・統治能力を失っていくこととなった。
鎌倉時代の貴族の主要な収入源は平安末期と同様、知行国であった。しかし、この時代は武士である地頭がその武力を背景として貴族の荘園所領を侵食していった。室町時代に入ると、半済令の導入や守護に強力な権限が与えられたため、地頭に代わって守護による荘園侵食が著しくなった。こうして貴族による荘園・公領支配は次第に失われていき、室町中期の15世紀後半までに荘園公領制はほとんど崩壊してしまった。貴族は中央（京）に在住し、地方の荘園・公領からの収入が京進されるのを待つのが室町初期までの通例だったが、それ以降は代官を直接荘園に派遣したり（請負代官制）、さらに、自ら直接荘園に下向して支配に当たったりする例すらあった（直務）。
また、京都に基盤を置く室町幕府の開始とともに、公家政権の機能も幕府へと移っていく。足利義満執政期に公家政権は政権としての機能をほぼ失った。政治権力も経済基盤も失った貴族階層は消滅するには至らなかったものの、室町中期から戦国時代にかけて特に困窮を極めた。

##### 近世・近代
近世においては、江戸幕府の成立以降、戦国時代にほぼ無秩序化した身分階級の再構築が図られた。貴族階層に対しては幕府から禁中並公家諸法度が制定され、公家社会は幕府の統制を受けるようになった。公家社会では、鎌倉時代以来、家格が定まっていったが、江戸時代になると鎌倉時代以来の公卿を旧家、安土桃山時代以降に成立した公卿を新家とし、公家家格の再編成が行なわれた。最高の摂関近衛家でも3000石弱の石高で、中下流貴族は数十石程度の石高しか与えられず、貧困生活を送った家も少なくなかった。一方、長らく流動的であった武士階級においても、社会の安定化に伴って、武士各家の家格が固定されていき、上流武士階級を世襲していった将軍家や大名層はいわゆる武家貴族を形成するに至った。
明治2年（1869年）、明治政府は新たな貴族階級として華族制度を創始した。華族は、元皇族、公家、大名、明治維新時の勲功者から構成されていた。華族には身分上・財産上の特権が与えられ、明治22年（1889年）に大日本帝国憲法が制定されると、貴族院議員となる特権も与えられた。その他韓国併合後には、旧大韓帝国の皇族に王公族の地位が与えられたが準皇族のようなものであった。しかし、昭和20年（1945年）太平洋戦争敗北。昭和22年（1947年）、貴族制度の禁止と法の下の平等を定める日本国憲法の施行とともに華族制度は廃止され、日本における貴族身分は終焉を迎えた。ただし、例外として、皇族は保全された。また世襲議員や家元のように、芸道などを家伝として承継している家系もある。

## 時代・地域・国家別
- アルメニアの貴族制度（英語版）
- オーストリアの貴族制度（英語版）
- バルトの貴族制度（英語版）（エストニア、ラトビア含む）
- ベルギーの貴族制度（英語版）
- チェコの貴族制度（チェコ語版）（ボヘミア含む）
- ブラジルの貴族制度（英語版）
- イギリスの貴族（英語版）
  - イギリスの貴族制度（英語版）
    - イングランドの貴族制度（～1707年）
      - ウェールズの貴族制度（英語版）

    - スコットランドの貴族制度（～1707年）
    - 英国におけるアイルランドの貴族制度（1801年の合併より連合王国の貴族に帰す）
    - 大英帝国の貴族制度（1707年～1800年）
    - 連合王国の貴族制度(1801年～)
- 貴族 (中国)
- クロアチアの貴族制度（英語版）
- キューバの貴族制度（英語版）
- デンマークの貴族制度（英語版）
- オランダの貴族制度（英語版）
- エチオピアの貴族制度（英語版）
- フィジーの貴族制度（英語版）
- フィリピンの貴族制度（英語版）
- フィンランドの貴族制度（英語版）
- フランスの貴族制度（フランス語版、英語版）
- ドイツの貴族制度（英語版）
  - フライヘア（英語版）
  - グラーフ (称号)
  - ユンカー
- ハンガリーの貴族制度（英語版）
- イタリアの貴族制度（英語版）
  - 教皇貴族（英語版）
- 古代ローマの貴族制度（英語版）
  - パトリキ
  - エクイテス
  - 東ローマの貴族制度（英語版）
- アイルランドの貴族制度（英語版）
  - Chiefs of the Name（英語版）
- 日本の貴族制度
- 朝鮮の貴族制度（英語版）
- リトアニアの貴族制度（英語版）
- マレーの貴族制度（英語版）
- マダガスカルの貴族制度（英語版）
- メキシコの貴族制度（英語版）
- モンゴルの貴族制度
- ナイジェリアの貴族制度（英語版）
  - アミール
  - Oba（英語版）
  - Obi（英語版）
- ノルウェーの貴族制度（英語版）
- オスマン帝国の貴族制度（英語版）
- ポーランドの貴族制度
- ポリネシアの貴族制度（英語版）
- ポルトガルの貴族制度（英語版）
- ルーマニアの貴族制度（英語版）
- ロシアの貴族制度（英語版）
  - ボヤール
- サモアの貴族制度（英語版）
- セルビアの貴族制度（英語版）
- スペインの貴族制度
- スウェーデンの貴族制度（英語版）
- スイスの貴族制度（英語版）
- タイの貴族制度（英語版）

## 転語
転じて、貴族同様に経済的に恵まれていたり、特権的に振舞ったりする人を指す。
- 独身貴族
- 共産貴族
- 労働貴族
- 学歴貴族
- 精神貴族